# Peggiopsis pseudojavana
Peggiopsis pseudojavana är en insektsart som beskrevs av Frederick Arthur Godfrey Muir 1917. Peggiopsis pseudojavana ingår i släktet Peggiopsis och familjen Derbidae. Inga underarter finns listade i Catalogue of Life.